# Modern Warfare 2: Ghost
«Modern Warfare 2: Ghost» (англ. Сучасна війна 2: Примара) — серія із шести коміксів за мотивами комп'ютерної гри Call of Duty: Modern Warfare 2
Головний герой коміксу - брутальний агент спецпідрозділу ОТГ-141, Гоуст (Привид), що носить маску у вигляді людського черепа.

## Історія Публікації
Комікс був анонсований 17 серпня 2009 року співробітником компанії Infinity Ward Робертом Боулінгом. Над коміксом працювала компанія DC Comics, видавцем є WildStorm. Автор - Девід Лафам. Художник — Кевін Вест; Фредеріко Далочіо оформляв обкладинки випусків. Комікси вийшли 10 листопада 2009 року.

## Сюжет
Сюжет коміксу побудований прямому зв'язку з грою Call of Duty: Modern Warfare 2 і розгортається на початок її подій. Головним героєм є лейтенант Саймон Райлі на прізвисько Гоуст (Привид). Він носить маску у вигляді людського черепа. У комікс він виступає агентом спецпідрозділу ОТГ-141; раніше він був бійцем Special Air Service. Він відвідує різні гарячі точки планети, зокрема Афганістан і Мексику. Там йому доводиться боротися із міжнародною наркомафією.
«Гоуст» загинув у горах на кордоні РФ та Грузії на виконанні завдання щодо усунення Макарова в його будинку. За підтримки двох снайперів ОТГ-141 наблизилася до будинку. Позиція поруч із будинком виявилася замінованою. Зазнавши величезних втрат, члени опергрупи, що вижили, штурмують будинок. Самого Макарова в будинку не виявилося, тож бійці ОТГ-141 вирішили скопіювати дані з комп'ютера Макарова. У цей час на них нападає велика кількість людей Макарова, щоб зупинити закачування, і вбити бійців опергрупи. У ході оборони два бійці ОТГ гинуть. Коли дані були завантажені, Гоуст і Роуч (напарника Саймона Райлі) довелося прориватися з боєм через людей Макарова до точки евакуації. Дорогою Роуча контузили і поранили. Тим часом настигли вертольоти дружніх сил ПВК Shadow Company, на чолі з Шепардом. Шепард, (імовірно командувач цієї операції) виявився зрадником, і вбив Гоуста, важко поранивши Роуча з табельного револьвера Colt Python. Снайперів, що весь цей час загони забили. Тіла Роуча та Гоуста спалили, щоб не залишати докази.